# ワイバーンF-0
『ワイバーンF-0』（ワイバーン・エフ-ゼロ）は、1985年にタイトーが発売したアーケードゲームで縦スクロールシューティングゲーム。
8方向レバーで移動、2つのボタンで空中攻撃と地上攻撃を行う『ゼビウス』の類似作品。

## ハーフミラーによる立体表現
アップライト筐体の画面は通常のモニターとその上に被さっているハーフミラーとで二層構造になっている。天井に下向きで設置されているモニターが表示する空中物がハーフミラーに映り込み、それと下部モニターが表示する地上の画面とで二層構造となって見える仕組みである。照明によってはハーフミラーの影がモニターに落ち込み空中物の影が本当の影となって見える場合がある。
この技術は、翌1986年の『ダライアス』の継ぎ目のない並列3画面表示を実現する前哨となっている。
1987年には、ほぼ同じ筐体を用いた横スクロールシューティングゲーム『イグジーザス』も登場している（モニターの向きは本作と異なり横画面）。
現在であれば、透過型液晶画面を重ねることにより実現可能であり、重量などで不利なハーフミラーを採用する必要性はなくなっている。ただし、やはり専用にモニタを設計する必要があり、裸眼立体視モニターを持つニンテンドー3DS以外の汎用のモニターを使用する家庭用ゲーム機やPCではまず再現不可能である。
なお、初移植となった2023年発売のイーグレットツー ミニ版は、当然ながら二重構造は不可能であるため、空中物の影をドット絵で表示することで疑似的に表現したものになっている。

## 音楽
ZUNTATAの八木下直人による作曲。音源には当時タイトーやアルファ電子が採用していた沖電気MSM5232を使用している。音盤としてはGMOレーベルから1987年に発売され、2002年に復刻盤が発売された『タイトー・ゲーム・ミュージック』に収録されている。

## 移植版
| No. | タイトル                                        | 発売日         | 対応機種              | 開発元             | 発売元   | メディア | 型式 | 備考                                            |
| --- | ----------------------------------------------- | -------------- | --------------------- | ------------------ | -------- | -------- | ---- | ----------------------------------------------- |
| 1   | イーグレットツー ミニ アーケードメモリーズVol.2 | 2023年12月21日 | イーグレットツー ミニ | 瑞起 ※本体の開発元 | タイトー | SDカード | -    | 追加SDカードに入っている10作品の1つとして収録。 |

## その他
- その特殊な筐体はもとより、基板だけでも極めて希少なものとして知られている。
- 『タイトー・ゲーム・ミュージック』のライナーノーツによると、ある男のテーマを意識して作曲したらしい。

## 関連作品
- ダライアス
- イグジーザス